# Артуро Хіменес Борха
Арту́ро Хіме́нес Бо́рха (ісп. Arturo Jiménez Borja; *21 липня 1908, Такна, Перу — 13 січня 2000, Ліма, Перу) — перуанський лікар-ендокринолог, етнолог, фольклорист, художник і письменник.

## З життєпису
Був нащадком першого коліна останнього тубільного кураки в Такні Торібіо Ари.
У 1943 році отримав диплом лікаря-хірурга в Національному університеті Сан-Маркос, очоливши відділення терапії та ендокринології на медичному факультеті Сан-Фернандо.
В. Х. Борха присвятив свої життя дослідженням місцевого одягу, масок та музичних інструментів. Він добився відновлення стародавніх пам'яток у таких районах, як Пуручуко, Пачакамак і Парамонга, побудувавши музей у кожному з них. Був директором музейної зони Пачакамак (1956) і директором Національного музею.
Борха пожертвував свою колекцію перуанських музичних інструментів Нацуніверситету Сан-Маркос. Його колекцію масок з усього Перу, найповнішу та найціннішу, якою захоплювалися друзі та незнайомці, тепер можна побачити в добре збереженому стані в Музеї мистецтв і традицій Інституту Ріва Агуеро Католицького Папського університету в Перу.
За нез'ясованих обставин Хіменеса вбили в Лімі 13 січня 2000 року.

## З доробку
Хіменес опублікував багато праць з етнографії, етнології, а також перуанські казки та легенди.
Бібліографія
- Cuentos peruanos (1937) - Перуанські казки
- Leyendas del Perú (1941) - Легенди Перу
- La creación del mundo (1962) - Створення світу
- Los toquis según Guamán Poma de Ayala (1941)
- Moche (1938) - Моче
- Mate peruano (1948) - Перуанський мате
- Instrumentos musicales del Perú (1951) — Музичні інструменти Перу
- La comida en el antiguo Perú y Puruchuco (1977) - Їжа в стародавньому Перу та Пуручуко
- Máscaras Peruanas, Banco Continental, Ліма, 1996. - Перуанські маски
- Vestidos Populares Peruanos, Banco Continental, Ліма, 1998. - Перуанський народний одяг

## Нагороди та визнання
- командор ордена «Сонце Перу» (1968).
- Премія Руселя з медицини (1992).